# AIM-68 Big Q
Big Q ([bɪɡ kjuː] чит. «Биг-Кью», Q от Quetzalcoatl, «Кетцалькоатль» или «пернатый змей», войсковой индекс — AIM-68) — американская управляемая ракета класса «воздух—воздух».
Предназначалась для борьбы с советскими бомбардировщиками, в этом классе вооружения должна была сменить неуправляемую ракету AIR-2 Genie, которую она превосходила по скорости и дальности действия, при меньшей массе. Была разработана Лабораторией вооружения ВВС США в Киртланде, Нью-Мексико. Снаряжать ракету предполагалось ядерной боевой частью W30. Проект был свёрнут ввиду высокой стоимости работ и наличия более приоритетных направлений развития авиационного ракетного оружия. По оценке журнала Aviation Week & Space Technology, запуск ракет «Биг-Кью» в серийное производство мог обойтись в $1 млн в год только на закупку двигательных установок.

## История
Работы по проекту «Биг-Кью» (тогда ракета ещё не имела собственного словесного названия) начались в 1963 году как поиски подходящей замены для неуправляемой ядерной ракеты «Джини». Так же как и последняя, «Биг-Кью» предназначалась для оснащения ею самолётов истребительной авиации ПВО. На начальном этапе работы над проектом рассматривались варианты двигательных установок на жидком и твёрдом ракетном топливе. Впоследствии выбор остановился на твердотопливной схеме. Поскольку разработчиком ракеты являлся военный, первый лейтенант Джон Макмастерс, право выбора названия для ракеты было предоставлено ему. Идея назвать ракету именем ацтекского божества принадлежала ему, но поскольку практически никто из офицеров и лиц, связанных с проектом, не мог нормально выговорить слово «Кетцалькоатль», а в сопроводительной технической документации тут и там допускались ошибки в написании этого слова, для общего блага было принято решение в повседневном общении и в служебной документации пользоваться сокращённым вариантом «Биг-Кью». В 1965 году ракета получила общевойсковой индекс (ZAIM-68A), что означало довольно высокие шансы на принятие её на вооружение в сравнении с непроиндексированными проектами. В июне того же года Департамент ВВС США заключил контракт с компанией N.T.W. Missile Engineering, Inc. в Верноне, штат Калифорния, запатентовавшей в том же году технологию горячей штамповки тонкого металлопроката выдавливанием для нужд ракетостроительной отрасли (roll-extrusion technique), на изготовление опытной партии сборочных узлов корпуса для сборки 20 опытных прототипов ракеты. Для этих целей компанией NTW по контракту с ВВС на сумму $2,6 млн был изготовлен крупный штамповочный агрегат, смонтированный на территории промзоны Управления разработки систем и вооружения ВВС США в Эндрюсе, штат Мэриленд, позволявший штамповать заготовки корпуса для ракет и торпед. Для наведения ракет использовались уже имеющиеся серийные ИК ГСН ракет «Фэлкон», которые «Биг-Кью» повторяла своей аэродинамической компоновкой. Весной 1966 года ракета проходила лётные испытания, осуществлялись опытные пуски с истребителей. В начале апреля в прессе появились первые фотографии новой ракеты. К тому времени, однако, она не входила в перечень приоритетных направлений развития ракетного вооружения ВВС США.

## Устройство
Своим внешним видом «Биг-Кью» напоминала любую другую ракету семейства «Фэлкон». Она так же была скомпонована по бесхвостой схеме с крестообразным оперением, включавшим в себя четыре крыла в хвостовой части и четыре стабилизатора в головной части.

## Тактико-технические характеристики
Источники информации :
Общие сведения
- Самолёт-носитель — F-101B, F-102A, F-106A, F-4C
- Категории поражаемых целей — одиночные средства воздушного нападения типа «стратегический бомбардировщик»

Система наведения
- Устройство наведения ракеты на цель — двухрежимная ГСН (ПАРГСН/ИК ГСН)

Зона обстрела
- Досягаемость по дальности — 65 км

Аэродинамические характеристики
- Аэродинамическая компоновочная схема — «бесхвостка»
- Маршевая скорость полёта — 4940 км/ч

Массо-габаритные характеристики
- Длина — 2920 мм
- Диаметр корпуса — 350 мм
- Размах оперения

- крыльев — 860 мм
- стабилизации — 540 мм

- Масса — 225 кг

Боевая часть
- Тип БЧ — ядерная, W30
- Мощность БЧ — 0,5 кт
- Тип предохранительно-исполнительного механизма — дистанционного действия, радиолокационный, срабатывание на объём

Двигательная установка
- Тип ДУ — РДТТ